# هنري سيلفستر جاكوبي
هنري سيلفستر جاكوبي (بالإنجليزية: Henry Sylvester Jacoby)‏ هو مهندس مدني ومهندس أمريكي، ولد في 1857، وتوفي في 1 أغسطس 1955.